# Tropidonophis halmahericus
Espèce
Synonymes
- Tropidonotus halmahericus Boettger, 1895

Tropidonophis halmahericus est une espèce de serpents de la famille des Natricidae.

## Répartition
Cette espèce est endémique d'Indonésie. Elle se rencontre sur les îles de Salawati, d'Halmahera, de Bacan et de Ternate.

## Description
L'holotype de Tropidonophis halmahericus mesure 1 294 mm dont 404 mm pour la queue.

## Étymologie
Cette espèce est nommée en référence au lieu de sa découverte, Halmahera.

## Publication originale
- Boettger, 1895 : Liste der Reptilien und Batrachier der Insel Halmaheira nach den Sammlungen Prof. Dr. W. Kükenthal's. Zoologischer Anzeiger, vol. 18, p. 116-121, 129-138 (texte intégral).